# 棉末县
棉末县是柬埔寨特本克蒙省下辖的一个县。
这里是通往越南边境的必经之路，距离越南西宁市只有80公里。